# Tipula (Lunatipula) yana
Tipula (Lunatipula) yana is een tweevleugelige uit de familie langpootmuggen (Tipulidae). De soort komt voor in het Nearctisch gebied.